# Kanadas Grand Prix 2008
Kanadas Grand Prix 2008 var det sjunde av 18 lopp ingående i formel 1-VM 2008.

## Rapport
Lewis Hamilton i McLaren hade pole position före Robert Kubica i BMW, Kimi Räikkönen i Ferrari och Fernando Alonso i Renault. Bakom dessa startade Nico Rosberg i Williams,  Felipe Massa i Ferrari, Heikki Kovalainen i McLaren och Nick Heidfeld i BMW. 
Hamilton ledde loppet men körde på Räikkönen i depån efter deras första stopp och båda tvingades bryta. Rosberg körde sedan på Hamiltons bil men kunde fortsätta loppet. Hamilton och Rosberg såg inte att Räikkönen och Kubica hade stannat för rött ljus vid depåutfarten. Kubica vann loppet och gick därmed upp i ledning i förarmästerskapet. Heidfeld kom tvåa vilket betydde en dubbelseger för BMW.

## Resultat
1. Robert Kubica, BMW, 10 poäng
2. Nick Heidfeld, BMW, 8

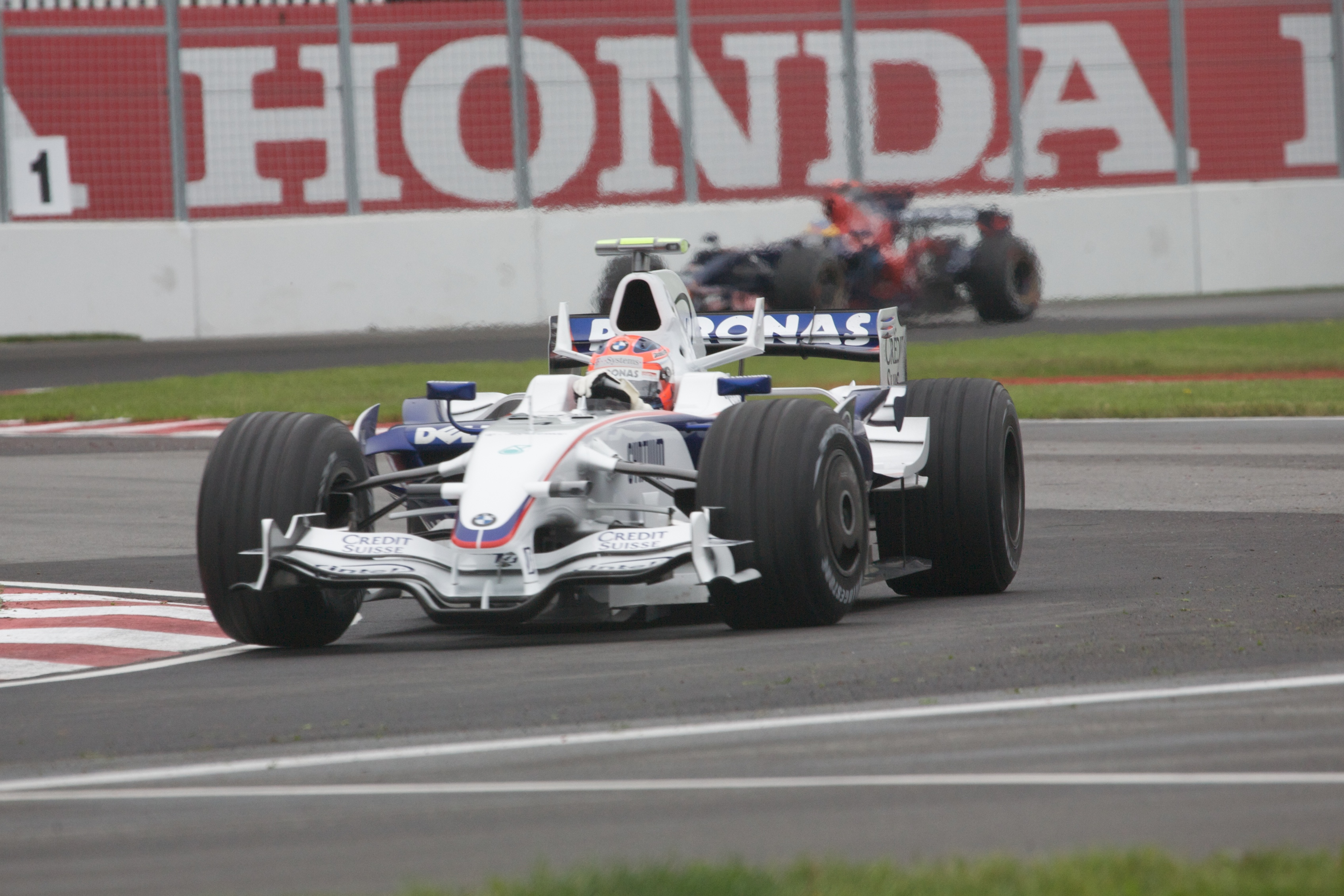
Robert Kubica vann loppet.

3. David Coulthard, Red Bull-Renault, 6
4. Timo Glock, Toyota, 5
5. Felipe Massa, Ferrari, 4
6. Jarno Trulli, Toyota, 3
7. Rubens Barrichello, Honda, 2
8. Sebastian Vettel, Toro Rosso-Ferrari, 1
9. Heikki Kovalainen, McLaren-Mercedes
10. Nico Rosberg, Williams-Toyota
11. Jenson Button, Honda
12. Mark Webber, Red Bull-Renault
13. Sébastien Bourdais, Toro Rosso-Ferrari

### Förare som bröt loppet
- Giancarlo Fisichella, Force India-Ferrari (varv 51, olycka)
- Kazuki Nakajima, Williams-Toyota (46, olycka)
- Fernando Alonso, Renault (44, olycka)
- Nelsinho Piquet, Renault (39, bromsar)
- Kimi Räikkönen, Ferrari (19, olycka)
- Lewis Hamilton, McLaren-Mercedes (19, olycka)
- Adrian Sutil, Force India-Ferrari (13, växellåda)